# Acrolophus morbidula
Acrolophus morbidula är en fjärilsart som beskrevs av Edward Meyrick 1931. Acrolophus morbidula ingår i släktet Acrolophus och familjen Acrolophidae. Inga underarter finns listade i Catalogue of Life.